# Севільські декларації щодо Ніццького договору
21 червня 2002 року уряд Ірландії зробив Національну декларацію на Європейській раді в Севільї, у якій підкреслив свою відданість політиці безпеки та оборони Європейського Союзу.

## Передумови
Після першого невдалого ірландського референдуму щодо Ніццького договору лідери ЄС зустрілися, щоб обговорити результати ірландського референдуму в Севільї (Іспанія головує в Раді Європейського Союзу ). На зустрічі були прийняті заяви, відомі як Севільські декларації про Ніццький договір.
На Європейській раді в Севільї (21–22 червня 2002 р.) інші уряди ЄС-14 прийняли ірландську декларацію, яка викладає потрійний замок – мандат ООН; затвердження кабінету міністрів; Схвалення Дойл Ерен щодо участи Ірландії в діяльності ЄС військового характеру. Потрійне блокування не було чимось новим, оскільки уряд ніколи не розгортав ірландські сили оборони без схвалення ООН з метою дотримання військового нейтралітету, і, крім того, декларація не мала юридичного статусу, тому цей захід з боку ірландського уряду слід розуміти, перш за все, як політичний сигнал ірландському електорату. У відповідь на ірландську декларацію Європейська Рада прийняла власну декларацію. Вона визнала право Ірландії (і всіх інших держав-членів) вирішувати відповідно до національних конституцій і законів, чи брати участь у будь-якій діяльності в рамках Європейської політики безпеки і оборони, і якщо так, то яким чином.
Це призвело до другого ірландського референдуму щодо Ніццького договору.

## Національна декларація Ірландії до Ради ЄС – Севілья, 21 червня 2002 р.
1. Ірландія знову підтверджує свою відданість цілям і принципам Статуту Організації Об'єднаних Націй, який покладає основну відповідальність за підтримання міжнародного миру і безпеки на Раду Безпеки Організації Об'єднаних Націй.
2. Ірландія нагадує про свою відданість спільній зовнішній політиці та політиці безпеки Європейського Союзу, як це викладено в Договорі про Європейський Союз, прийнятому в Маастрихті, поправками внесеними в Амстердамі та щоразу схвалюваними ірландським народом на референдумі.
3. Ірландія підтверджує, що її участь у спільній зовнішній політиці та політиці безпеки Європейського Союзу не шкодить її традиційній політиці військового нейтралітету. Договір про Європейський Союз чітко визначає, що політика безпеки та оборони Союзу не повинна завдавати шкоди особливому характеру політики безпеки та оборони певних держав-членів.
4. Згідно зі своєю традиційною політикою військового нейтралітету, Ірландія не пов’язана жодними зобов’язаннями щодо взаємної оборони. Також Ірландія не є стороною жодних планів щодо створення європейської армії . Справді, Європейська рада в Ніцці визнала, що розвиток спроможності Союзу виконувати гуманітарні завдання та завдання з врегулювання криз не передбачає створення європейської армії.
5. Договір про Європейський Союз визначає, що будь-яке рішення Союзу про перехід до спільної оборони повинно прийматися одностайним рішенням держав-членів і ухвалюватися відповідно до їхніх відповідних конституційних вимог. Уряд Ірландії взяв на себе тверде зобов’язання перед народом Ірландії, урочисто підтверджене цією Декларацією, що в Ірландії буде проведено референдум щодо ухвалення будь-якого такого рішення та будь-якого майбутнього договору, який передбачає відхід Ірландії від її традиційної політики військовий нейтралітет.
6. Ірландія повторює, що участь контингентів Ірландських сил оборони в закордонних операціях, у тому числі в операціях, що проводяться в рамках Європейської політики безпеки та оборони, потребує (a) дозволу на проведення операції Радою Безпеки або Генеральною Асамблеєю ООН, (b) згода Уряду Ірландії та (c) схвалення Дойл Ерен відповідно до законодавства Ірландії.
7. Ситуація, викладена в цій Декларації, не постраждає від вступу в силу Ніццького договору. У разі ратифікації Ірландією Ніццького договору ця Декларація буде пов’язана з ратифікаційною грамотою Ірландії.

## Декларація Європейської Ради
1. Європейська Рада бере до відома Національну декларацію Ірландії, представлену на її засіданні в Севільї 21-22 червня 2002 року. Зазначається, що Ірландія має намір пов’язати свою Національну декларацію з актом ратифікації Ніццького договору, якщо народ Ірландії на референдумі вирішить прийняти Ніццький договір.
2. Європейська Рада зазначає, що Договір про Європейський Союз передбачає, що будь-яке рішення про перехід до спільної оборони має прийматися відповідно до відповідних конституційних вимог держав-членів.
3. Європейська Рада нагадує, що відповідно до умов Договору про Європейський Союз політика Союзу не повинна завдавати шкоди особливому характеру політики безпеки та оборони певних держав-членів. У зв’язку з цим Ірландія привернула увагу до своєї традиційної політики військового нейтралітету.
4. Європейська Рада визнає, що Договір про Європейський Союз не накладає жодних обов’язкових зобов’язань щодо взаємної оборони. Розвиток спроможності Союзу виконувати гуманітарні завдання та завдання з врегулювання криз також не передбачає створення європейської армії.
5. Європейська Рада підтверджує, що ситуація, згадана в пунктах 2, 3 і 4 вище, не зміниться після набрання чинності Ніццьким договором.
6. Європейська Рада визнає, що, як і всі держави-члени Союзу, Ірландія збереже за собою право після набрання чинності Ніццьким договором приймати власне суверенне рішення, відповідно до своєї Конституції та своїх законів, щодо того, чи слід зобов’язувати військовий персонал брати участь у будь-якій операції, яка проводиться в рамках Європейської політики безпеки та оборони. Ірландія у своїй національній заяві чітко виклала свою позицію щодо цього.